# Suzhou
|  | Per a altres significats, vegeu «Suzhou (desambiguació)». |

|  | No s'ha de confondre amb Suizhou. |

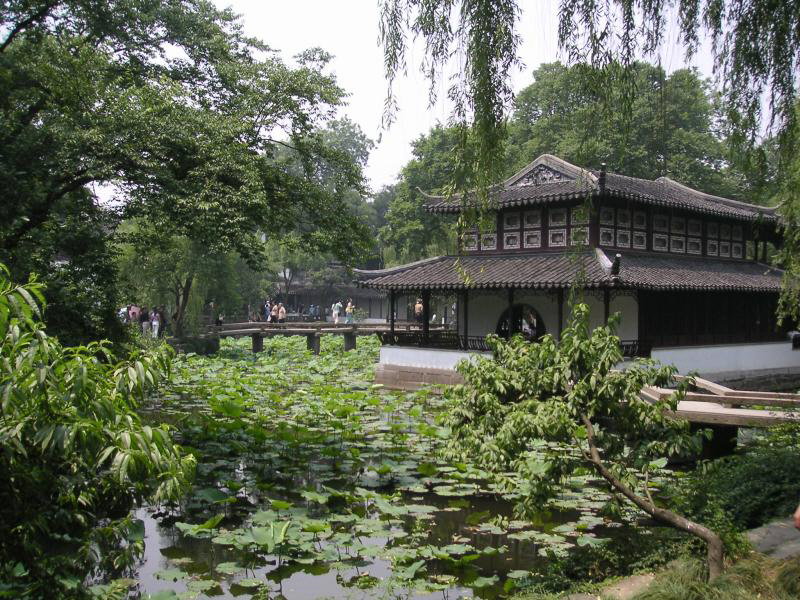
Zhuozheng Yuan, el Jardí de l'Administrador Humil

Suzhou (en xinès simplificat 苏州, en xinès tradicional 蘇州, en pinyin Sūzhōu; antigament, 吳) és una ciutat-prefectura del baix Iang-Tsé, a la vora del llac Taihu, a la província xinesa de Jiangsu. Forma part de l'àrea metropolitana del Delta del Iang-Tsé, que inclou centres urbans com Xangai, Nanjing i Hangzhou. La ciutat tenia 4.074.000 habitants el 2011. El PIB per capita de Suzhou era de 79.406 iuans el 2006 (uns 7.400 euros), que la situava en cinquè lloc entre les 659 ciutats de la Xina.
A causa dels seus interessants ponts de pedra, de les pagodes i dels jardins ha esdevingut una important destinació turística; precisament, els Jardins Clàssics de Suzhou (entre els quals el de l'Administrador Humil o Zhuozheng Yuan i el del Mestre de Xarxes o Wang Shi Yuan) han estat declarats Patrimoni de la Humanitat per la UNESCO els anys 1997 i 2000. La ciutat és també un destacat centre de la indústria de la seda des del temps de la dinastia Song (960-1279).
Està comunicada per ferrocarril amb Pequín i Xangai, i les autopistes l'enllacen amb Xangai, Nanjing i Hangzhou, entre d'altres. També disposa de transport fluvial. Té dos aeroports propers per als vols domèstics (Wuxi Shuofang i Guangfu), si bé per als vols internacionals fa servir els aeroports de Xangai (Hongqiao i Pudong).
Està agermanada amb més de 50 ciutats d'arreu del món, entre les quals Venècia, Kíev, Riga, Grenoble, Portland, Porto Alegre i Chiba.

## Educació
- Kedge Business School

## Fills il·lustres
- Su Tong (Tong Zhonggui) (1963 -). Escriptor. Premi Mao Dun de Literatura de l'any 2015.
- Ye Mi (1964 -) escriptora